# Monplaisant
Monplaisant là một xã của Pháp, nằm ở tỉnh Dordogne trong vùng Aquitaine của Pháp.
Monplaisant có diện tích 5,56  km², dân số năm 2006 là 265 người.

## Thông tin nhân khẩu
| Năm    | 1962 | 1968 | 1975 | 1982 | 1990 | 1999 | 2006 |
| ------ | ---- | ---- | ---- | ---- | ---- | ---- | ---- |
| Dân số | 222  | 211  | 202  | 218  | 216  | 251  | 265  |